# José Luis Valdez
José Luis Valdez (Ascensión, Buenos Aires; 14 de abril de 1998) es un futbolista argentino. Juega de delantero y su equipo actual es el club Doce de Octubre de Ferre. 

## Trayectoria

### Selección nacional sub-15
Valdez, goleador de la 8.ª División del Quilmes Atlético Club, fue convocado a la selección nacional sub-15 por quien era dirigida por Miguel Ángel Lemme y Walter Coyette, tras haber sido positivamente evaluado por su brillante rendimiento en el club cervercero, siendo el máximo artillero de la categoría.
Un verdadero orgullo para el fútbol ascensionense, ya que nunca se había registrado la convocatoria de un futbolista al combinado nacional, lo que acrecienta el mérito y revela la trascendencia de este hecho histórico para el deporte local.

### Selección nacional sub-17 y Sparring
En el año 2014, siendo goleador de la Séptima División dirigida por Leonardo Lemos, fue convocado para disputar varios partidos con el Selección Nacional Sub-17, convirtiendo un gol en un amistoso ante Colombia. Luego de una lesión en sus meniscos volvió a entrenarse con el seleccionado.
Además, ese año había sido mencionado por un posible pase a las divisiones menores de River Plate. Valdez fue goleador de Quilmes con edad de Sexta División, por ese entonces dirigida por Jorge Gáspari, en la Etapa Clasificatoria en el año 2015 convirtiendo 8 goles en un total de 6 fechas. Por su gran rendimiento fue nuevamente convocado por Miguel Ángel Lemme, entrenador de Argentina sub-17.
Antes de esto, viajó con la selección Nacional como Sparring de la Copa América 2015 disputada en Chile. En la segunda mitad del año, el Cervecero logró clasificarse a la Copa Campeonato con un Valdez nuevamente goleador de su categoría con 9 goles y destacándose en la fecha 16 convirtiéndole 4 a Huracán. Conjuntamente, comenzó a entrenarse con la Reserva dirigida por Omar “Indio” Gómez.

### Quilmes Atlético Club
Debutó el 28 de agosto de 2016 en la derrota de Quilmes frente a Newell's Old Boys por 1-0, ingresando por Enzo Acosta, el otro juvenil de las divisiones inferiores del Cervecero que hacía su debut, durante el segundo tiempo.

### Talleres de Remedios de Escalada
En enero de 2020 es enviado a préstamo por 6 meses a Talleres de Remedios de Escalada, equipo de la Primera B. En su primer partido, el 28 de enero, ingresó antes de comenzar el segundo tiempo por Juan Manuel Trejo, y a los 14 minutos de haber ingresado convirtió el empate de su equipo frente a Tristán Suárez.

### Sacachispas
En 2021 se retiró de la actividad profesional, pero tras unos meses la retomó, al incorporarse a Sacachispas.

## Estadísticas

### Clubes
- Actualizado hasta el 28 de diciembre de 2020.

| Quilmes Argentina | 1.ª                 | 2016                | 0  | 0 | - | - | - | - | 0  | 0 | 0,00 |
| Quilmes Argentina | 1.ª                 | 2016-17             | 4  | 0 | 0 | 0 | - | - | 4  | 0 | 0,00 |
| Quilmes Argentina | 2.ª                 | 2017-18             | 0  | 0 | - | - | - | - | 0  | 0 | 0,00 |
| Quilmes Argentina | 2.ª                 | 2018-19             | 8  | 0 | - | - | - | - | 8  | 0 | 0,00 |
| Quilmes Argentina | 2.ª                 | 2019-20             | 3  | 0 | - | - | - | - | 3  | 0 | 0,00 |
| Quilmes Argentina | Total club          | Total club          | 15 | 0 | 0 | 0 | - | - | 15 | 0 | 0,00 |
| Talleres (RdE) Argentina | 3.ª                 | 2019-20             | 6  | 2 | 1 | 0 | - | - | 7  | 2 | 0,28 |
| Talleres (RdE) Argentina | 3.ª                 | 2020                | 2  | 0 | - | - | - | - | 2  | 0 | 0,00 |
| Talleres (RdE) Argentina | Total club          | Total club          | 8  | 2 | 1 | 0 | - | - | 9  | 2 | 0,22 |
| Sacachispas Argentina | 3.ª                 | 2021                | 0  | 0 | - | - | - | - | 0  | 0 | 0,00 |
| Sacachispas Argentina | Total club          | Total club          | 0  | 0 | - | - | - | - | 0  | 0 | 0,00 |
| Total en su carrera | Total en su carrera | Total en su carrera | 23 | 2 | 1 | 0 | - | - | 24 | 2 | 0,08 |
| (1) Las copas nacionales se refiere a la Copa Argentina. (2) Las copas internacionales se refiere a la Copa Libertadores y a la Copa Sudamericana. (3) Media de goles por encuentro. No incluye goles en partidos amistosos. |                     |                     |    |   |   |   |   |   |    |   |      |

### Selección
| Selección | Año   | Amistosos | Amistosos | Eliminatorias | Eliminatorias | Mundial | Mundial | Copa América | Copa América | Sudamericano Sub-17 | Sudamericano Sub-17 | Mundial Sub-17 | Mundial Sub-17 | Juegos Olímpicos | Juegos Olímpicos | Total | Total | Media goleadora |
| Selección | Año   | PJ        | G         | PJ            | G             | PJ      | G       | PJ           | G            | PJ                  | G                   | PJ             | G              | PJ               | G                | PJ    | G     | Media goleadora |
| --------- | ----- | --------- | --------- | ------------- | ------------- | ------- | ------- | ------------ | ------------ | ------------------- | ------------------- | -------------- | -------------- | ---------------- | ---------------- | ----- | ----- | --------------- |
| Sub-17    | 2014  | 3         | 1         | -             | -             | -       | -       | -            | -            | -                   | -                   | -              | -              | -                | -                | 3     | 1     | 0.33            |
| Sub-17    | Total | 3         | 1         | -             | -             | -       | -       | -            | -            | -                   | -                   | -              | -              | -                | -                | 3     | 1     | 0.33            |